# Давранов, Арменак Георгиевич
Арменак Георгиевич Давранов (арм. Armenak Georgiyeviç Davranov, арм. Արմենակ Գեորգիի Դավրանով; 1900 — ?) — советский азербайджанский хлебороб, Герой Социалистического Труда (1948).

## Биография
Родился в 1900 году на территории современной Грузии.
Работал на руководящих должностях в сельском хозяйстве. В послевоенное время возглавлял зерноводческий совхоз имени Орджоникидзе Нухинского района Азербайджанской ССР, после чего в 1952 году назначен директором рисосовхоза «Красноармейский» Краснодарского края РСФСР. В 1947 году, под руководством Давранова, совхоз имени Орджоникидзе получил 31,11 центнер пшеницы с гектара на площади 80,06 гектаров.
Указом Президиума Верховного Совета СССР от 5 апреля 1948 года за получение высоких урожаев пшеницы в 1947 году Давранову Арменаку Георгиевичу присвоено звание Героя Социалистического Труда с вручением ордена Ленина и золотой медали «Серп и Молот».